# 伍德伯里鎮區 (伊利諾伊州坎伯蘭縣)
伍德伯里鎮區（英語：Woodbury Township）是位於美國伊利諾伊州坎伯蘭縣的一個行政鎮區。

## 地方資料
根據2010年美國人口普查的數據，伍德伯里鎮區的面積為58.70平方千米，當中陸地面積為58.67平方千米，而水域面積為0.03平方千米。當地共有人口598人，而人口密度為每平方千米10.19人。